# Petr Doubravský
Petr Doubravský (* 13. července 2001 Nové Strašecí) je student, environmentální a levicový aktivista a jeden z iniciátorů a mluvčích studentských stávek za klima v Česku.

## Osobní život
Narodil se v roce 2001. Vyrostl v Novém Strašecí a po dokončení tamní základní školy nastoupil na Akademické gymnázium v Praze. V současnosti (2019) studuje environmentální studia a ekonomii na Masarykově univerzitě.

## Veřejné působení
Od svých patnácti let se věnuje environmentálnímu aktivismu. Byl spolumluvčím Mladých zelených (2018) a pracoval jako volební manažer pro Stranu zelených na Praze 6 v komunálních volbách. Také byl členem hnutí Limity jsme my.
Na začátku roku 2019 spoluzakládal hnutí Fridays For Future v Česku. To na konci února téhož roku vyzvalo další středoškoláky ke stávce za klima. Byl jedním z mluvčích tohoto hnutí. V hnutí Fridays For Future působil do podzimu roku 2022.
Za aktivity okolo studentských stávek byl v roce 2019 nominován na Cenu Josefa Vavrouška za výjimečný počin. Zvláštní cena Josefa Vavrouška byla následně udělena celému hnutí Fridays For Future. Deník Referendum vyhlásil Petra Doubravského osobností roku 2019.  
V červnu 2019 podpořil prohlášení iniciativy Občané za konec doby uhelné, která vyzývá k akcím občanské neposlušnosti proti uhelnému průmyslu.  
Od roku 2021 do roku 2023 byl členem správní rady Greenpeace Česká republika.
Od roku 2021 pracuje v platformě pro sociálně-ekologickou transformaci Re-set, kde se věnuje transformaci uhelných regionů. V roce 2022 byl spolu s Annou Šabatovou a Bobem Čápem mluvčím Nové dohody, programu sociálně-ekologické transformace pro Českou republiku.
Od dubna 2021 je členem správní rady zapsaného ústavu NaMysli. Spolek se zaměřuje na vzdělávací aktivity v oblasti udržitelného rozvoje a stojí například za festivalem Země na talíři. Na podzim 2022 se účastnil okupační stávky za klima na Fakultě sociálních studií Masarykovy univerzity.
Ve volbách do Evropského parlamentu v červnu 2024 kandidoval jako nestraník na 2. místě kandidátky Zelených. Strana však ve volbách dostala pouze 1,55 % hlasů, a nikdo z jejích kandidátů tak mandát nezískal.

## Publicistika
Často poskytuje rozhovory, například pro Deník Referendum, pro Český rozhlas, týdeník Respekt účastní se veřejných debat, demonstrací nebo tvorby různých podcastů, přednáší na téma boje proti změně klimatu.